# Fundablock

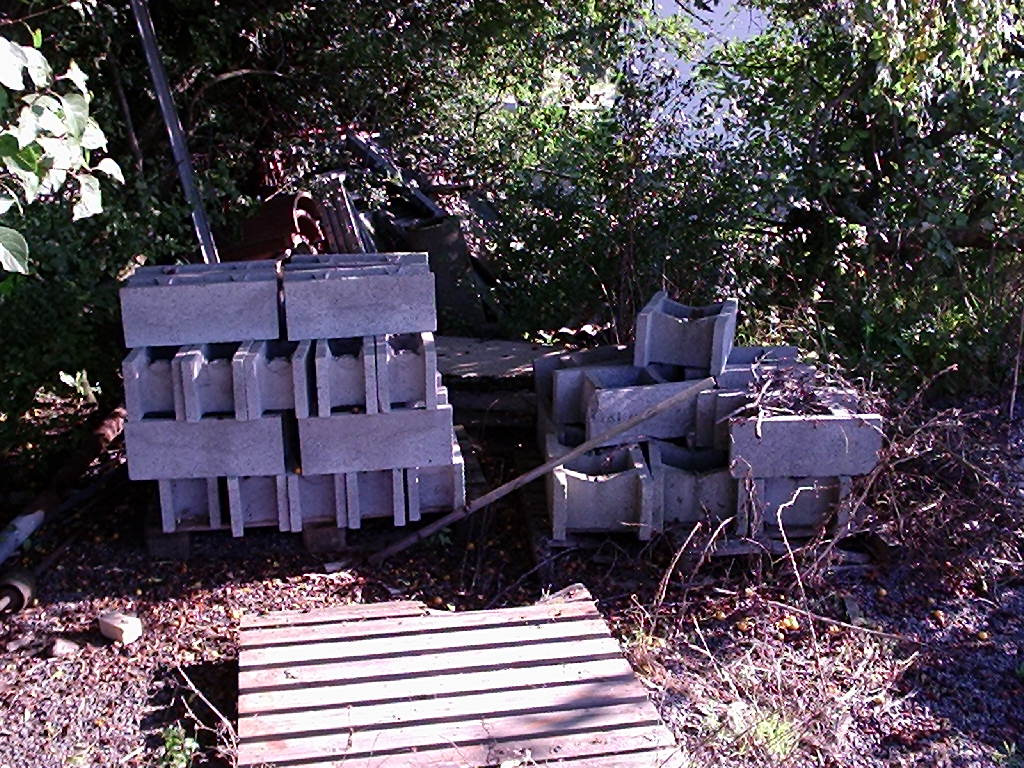
Fundablock i två storlekar. De lägre tvärgående väggarna ger utrymme för armering och betong.

Fundablock är ett betongblock som fungerar som form när man ska gjuta väggar eller andra konstruktioner. Blocken staplas till den höjd man önskar och armeras vertikalt och horisontellt till grundsulan eller fundament, varefter man fyller muren med betong. Bäst lämpad är flytbetong till att fylla hålrummet. 